# 资产管理
资产管理是指以最小成本管理资产的过程，其中涉及开发、运营、维护、升级。资产管理既适用于有形资产（如工厂、基础设施、建筑物或设备），也适用于无形资产（如知识产权或金融资产）。